# Белгородский
Белгородский — поселок в Венёвском районе Тульской области в составе Центрального сельского поселения.

## География
Поселок находится в северо-восточной части Тульской области на расстоянии приблизительно 15 км на восток от города Венёв, административного центра района.

## История
Поселок был отмечен на карте перед Великой Отечественной войной как овощеводческий совхоз. Название соответствовало рядом расположенной деревне Белогородие (ныне исчезла).

## Население
Постоянное население составляло 9 человек (русские 100 %) в 2002 году, 7 в 2010.